# Télefo

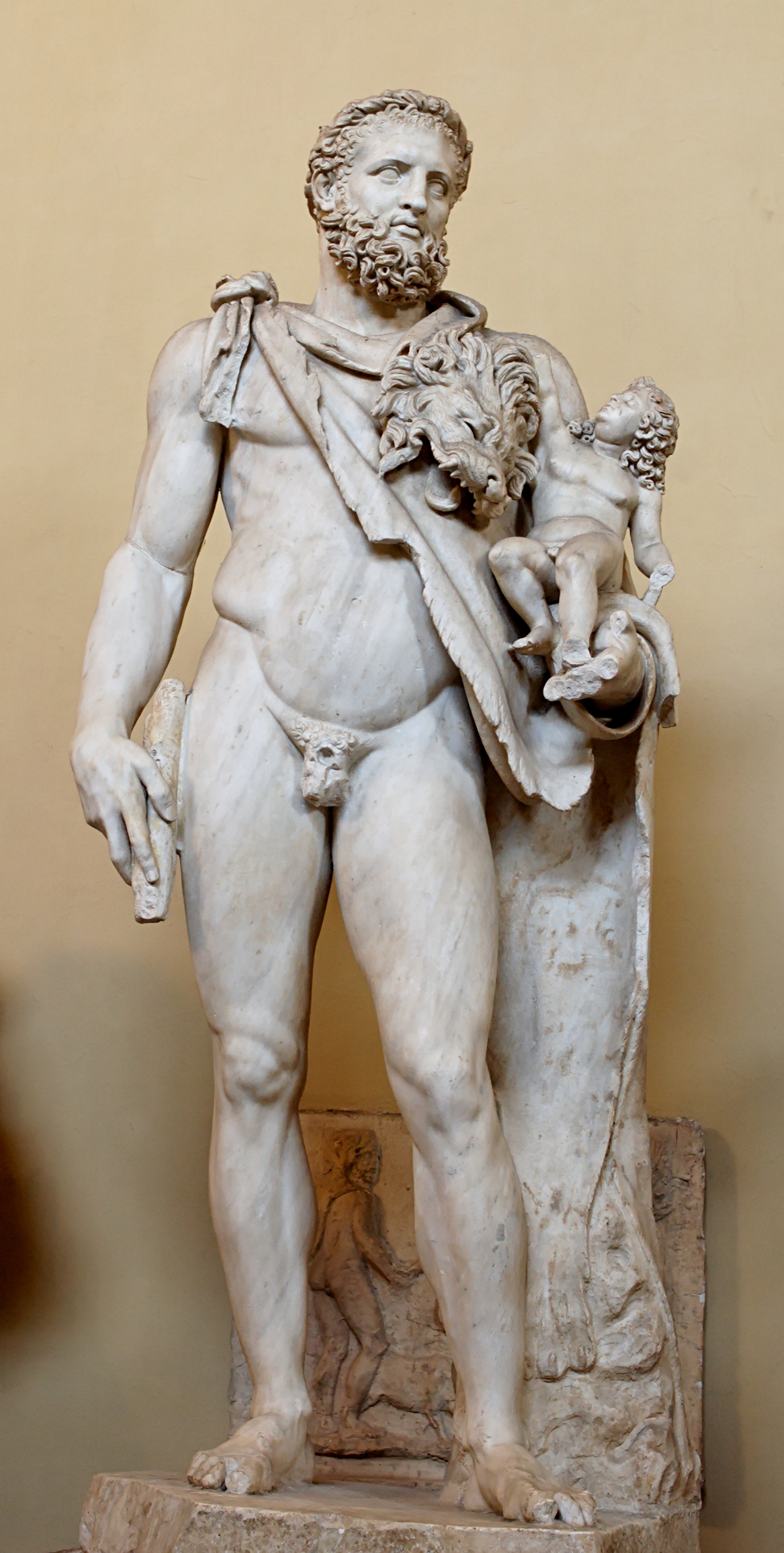
Heracles y Télefo: copia romana de un original del siglo IV a. C. Museos Vaticanos.

En la mitología griega, Télefo (Τήλεφος) es un personaje de capital importancia en la toma de Troya.

## Nacimiento
Fue hijo de Heracles y Auge, cuyo padre era Aleo, rey de Tegea.
Un oráculo recibido por Aleo decía que su hija tendría un hijo que mataría a sus tíos maternos, es decir, Hipótoo y Pereo, hijos también de Aleo. Consecuentemente, Aleo designó a Auge como sacerdotisa de Atenea, y amenazó con matarla si no se mantenía casta. 
Heracles, borracho, violó a Auge, y a los pocos meses la Pitonisa informó del suceso al padre de ella. Este entregó su hija a Nauplio, rey de Nauplia, para que se encargara de ahogarla. 
Sin embargo, Auge dio a luz a Télefo; y Nauplio, en lugar de ahogar a la princesa, la vendió junto con el niño al rey Teutrante de Teutrania, en Misia. 
En otra versión, Télefo fue amamantado por una cierva hasta que unos ganaderos lo encontraron, le impusieron el nombre de Télefo (de thèlè, ubre, y elaphòs, ciervo) y lo entregaron a su amo, el rey Córito, que se encariñó de él y lo cuidó como un hijo más. El tiempo transcurrió y cuando Télefo alcanzó en la corte la edad adecuada, indagó sobre sus progenitores ante el Oráculo de Delfos. El oráculo lo encaminó a Teutrania, a donde fue en completo silencio, de ahí que “El silencio de Télefo” se hiciera, desde entonces, proverbial. Allí, en Teutrania, encontró a su madre.
En ambas versiones, Teutrante tomó como esposa a Auge y adoptó a Télefo como hijo.

## Télefo se convierte en rey
En una versión distinta de las anteriores, Teutrante, en lugar de tomar como esposa a Auge, la adoptó como hija. Idas, uno de los argonautas, amenazó con destronar de su reino a Teutrante y Télefo, al llegar a Misia, acompañado por otro héroe, Partenopeo, se enfrentó a él y lo derrotó, tras lo cual Teutrante le nombró heredero y le dio a su hija adoptiva como esposa (es decir, Auge, la propia madre de Télefo). A punto de consumarse el matrimonio entre Auge y Télefo, ella preparó una espada para matarle, sin saber que era su hijo, puesto que no quería tener ninguna relación carnal con ningún otro hombre, pero los dioses enviaron una serpiente que provocó que Auge soltara la espada. En ese momento, Télefo quiso matarla, pero ella invocó a Heracles y así descubrió que era su madre.
Posteriormente se cumplió el oráculo según el cual Télefo iba a matar a sus tíos maternos Hipótoo y Pereo.

## Télefo en laGuerra de Troya
En el inicio de la expedición de los aqueos contra Troya, se equivocaron de rumbo y en lugar de desembarcar en la ciudad de Príamo lo hicieron en Misia, donde Télefo ya era rey, acudió con sus tropas a luchar contra los aqueos y mató entre otros a uno de los caudillos: Tersandro. Con todo, Télefo resultó herido por Aquiles.
Pasaron ocho años y la herida no se curaba. Consultado de nuevo por Télefo, el oráculo le dijo que su herida solo sanaría si era curada por el mismo que la había causado. Así que Télefo viajó disfrazado de mendigo a Áulide, donde estaban reunidos de nuevo los expedicionarios aqueos, y Aquiles lo curó aplicando sobre la herida su propia lanza. A cambio, Télefo indicó a los aqueos el rumbo adecuado para llegar a Troya.

## Consortes y descendencia
Hay varias versiones acerca de la identidad de la esposa de Télefo.
En una de ellas fue Astíoque, una hermana de Príamo, y tuvieron varios hijos: Eurípilo, que luchó en la guerra de Troya como aliado de los troyanos; Cipariso, Tarcón y Tirseno. En otra, su esposa fue Híera y con ella fue padre de Tarcón y Tirseno. En otras versiones, su esposa era Laódice, hija de Príamo, o Argíope, una hija de Teutrante.